# Lucy Maud Montgomery

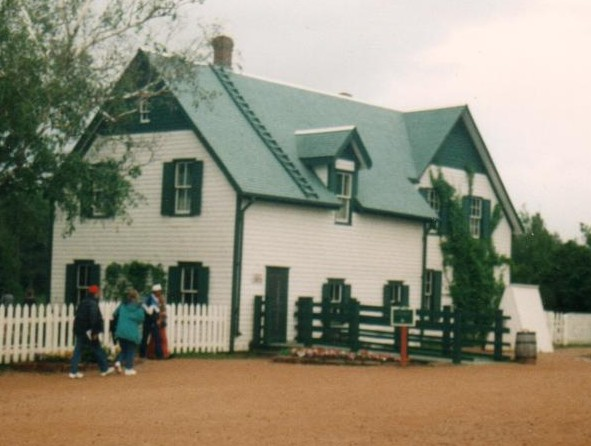
Grönkulla (Green Gables).

Lucy Maud Montgomery, senare Lucy Maud Montgomery MacDonald, född 30 november 1874 i Clifton (idag New London) på Prince Edward Island i Kanada, död 24 april 1942 i Toronto i Kanada, var en kanadensisk författare, känd för sina böcker om Anne på Grönkulla. Bland familj och vänner kallades hon Maud och för allmänheten är hon bäst känd under sitt författarnamn L.M. Montgomery. Prins Edwards ö med sina vackra landskap kom att bli mycket betydelsefull för hennes författarskap.

## Biografi

### Uppväxt och utbildning
Montgomerys mor Clara Woolner Macneill dog av tuberkulos innan Montgomery fyllt två år. Hennes far Hugh John Montgomery kunde inte ta hand om henne och flyttade senare till provinsen Saskatchewan i västra Kanada. Montgomery blev omhändertagen och uppfostrad av sina morföräldrar Alexander och Lucy Macneill i samhället Cavendish, som Anne-böckernas Avonlea baserar sig på. Montgomery var ett fantasifullt barn och började redan tidigt skriva dikter, berättelser och dagbok och visste att hon ville bli författare.
Som 19-åring gick hon en lärarutbildning vid Prince of Wales College i Charlottetown. Sedan arbetade hon i olika byskolor på Prins Edwards ö (Bideford, Belmont och Lower Bedeque). Montgomery studerade också ett år vid Dalhousie University i Halifax.

### Karriär och familj
När Montgomerys morfar dog år 1898, var hon dock tvungen att flytta hem till Cavendish igen för att ta hand om sin ålderstigna mormor. Detta gav Montgomery mera tid för skrivandet och vid denna tidpunkt kunde hon redan försörja sig på noveller hon skickade in till tidningar. 1908 publicerades hennes första roman Anne of Green Gables som blev en stor succé. Den följdes under årens lopp av flera böcker om Anne och andra unga hjältinnor, såsom Emily of New Moon, The Story Girl och Pat of Silver Bush.
Efter att Montgomerys mormor dog 1911, gifte sig Montgomery med pastor Ewen (eller Ewan som Montgomery stavande namnet) MacDonald som hon hade varit förlovad med sedan 1906. Efter en smekmånadsresa i England och Skottland, varifrån bådas förfäder kom, flyttade paret till samhället Leaskdale i Ontario, där Ewen hade fått ett prästämbete. Paret fick tre barn: Chester (1912), Hugh (1914, dödfödd) och Stuart (1915). År 1926 flyttade familjen vidare till samhället Norval. 
Livet som prästfru och husmor var inte alltid så lätt, men hela livet igenom fann Montgomery alltid tid för sitt skrivande. Hon publicerade sammanlagt 21 romaner som har översatts till 36 språk. Dessutom skrev hon dagbok under hela sitt liv och redigerade den, för möjlig publicering efter sin död.
Vid 67 års ålder, den 24 april 1942, dog L M Montgomery i Toronto, Ontario. I september 2008 berättade hennes barnbarn att dödsorsaken var självmord och att hon efterlämnat ett brev i vilket hon bad om ursäkt. Hon begravdes i Cavendish på Prince Edward Island. Hennes make dog ett år senare.

## Författarskap
Montgomerys mest kända verk är böckerna om Anne på Grönkulla, den fantasifulla föräldralösa flickan som tas om hand av ett äldre par. Hon skrev bland annat åtta romaner om Anne, och de är fortfarande lästa och uppskattade. En annan känd serie är Emily-serien om en fantasifull flicka med författarambitioner (första boken i original heter Emily of New Moon). 
De flesta av Montgomerys verk är riktade till barn och ungdom, men hon skrev även några vuxenromaner. Hon beaktade sin unga publik och var medveten om samhällets och förläggarens krav: på tal om Emily-böckerna skrev hon till en brevvän att ”the public and publisher won’t allow me to write of a young girl as she really is. […] When you come to write about the ‘miss’ you have to depict a sweet insipid young thing – really a child grown older – to whom the basic realities of life and reactions to them are quite unknown. Love must scarcely be hinted at.” Montgomery konstaterade dock också i sin dagbok att ”I don’t write books for the purpose of influencing young people”.
Den senast publicerade delen av Montgomerys författarskap, hennes dagböcker, är i alla fall utan tvivel riktade till en vuxen publik. När The Selected Journals of L.M. Montgomery publicerades 1985-2004, blev många förvånade över hur mycket dagböckerna skiljer sig från Montgomerys fiktiva verk. Dagböckerna är nämligen ofta relativt mörka till tonen och avslöjar bl.a. att Montgomery led av depression under stora delar av sitt liv. 
Idag är Montgomery och hennes författarskap föremål för omfattande forskning. Vid University of Prince Edward Island finns The L.M. Montgomery Institute som grundades år 1993 och som vartannat år ordnar en internationell konferens om Montgomery.
Montgomery har också i betydande grad bidragit till en ökning av turismen på Prins Edwards ö. Idag har Montgomerys Cavendish blivit en nationalhistorisk sevärdhet. L.M. Montgomery's Cavendish National Historic Site of Canada omfattar hemmanet där Montgomerys barndomshem stod och där bara stenfoten finns kvar, samt huset Green Gables och dess omgivningar som var modell för Grönkulla och som idag är en stor turistattraktion.

## Montgomery i Sverige
Anne of Green Gables översattes till svenska redan år 1909 av Karin Lidforss Jensen under titeln Anne på Grönkulla. Svenska var faktiskt det första språket boken översattes till. ’’Anne på Grönkulla’’ är en av de mest välkända och inflytelserika översatta ungdomsböckerna i Sverige.
Montgomerys böcker har varit kontinuerligt populära i Sverige ända sedan de översattes. Detta reflekteras i att det 2009 utkom en antologi med läsarreflektioner (Besläktade själar: Läsupplevelser av Anne på Grönkulla, 2009). Texterna i antologin är skrivna främst av kvinnor i mycket olika åldrar. Läsarna är sinsemellan olika, men det finns ändå flera gemensamma drag. Antologin vittnar om att Montgomerys verk överskrider generationsgränser och utgör en litterär länk som skapar gemenskap mellan generationer, eftersom läsare ofta uppmärksammas på verken av sina mödrar eller andra kvinnliga släktingar. Antologin visar att Montgomerys böcker har även vuxna läsare. De flesta skribenterna säger sig ha läst böckerna för första gången i ung ålder, men största delen läser dem om och om igen senare i livet.
Den mest kända svenska läsaren av Anne på Grönkulla är Astrid Lindgren, som har berättat hur hon och hennes systrar i barndomen läste boken och inspirerades till lekar om Anne. Genom bland annat Astrid Lindgren har Anne på Grönkulla även påverkat den svenska barnlitteraturen, då likheter med Anne finns bland annat i böckerna om Pippi Långstrump och Madicken.
Anne på Grönkulla har alltså varit en framgångssaga i Sverige, men ur dagens synvinkel är den svenska översättningshistorien inte oproblematisk. Från den första översättningen 1909 till 1950-talet utgavs Montgomerys Anne- och Emily-böcker i serien Gleerups ungdomsböcker, och alla dessa översättningar är antagligen mer eller mindre förkortade. Enligt Åsa Warnqvist kortades Anne of Green Gables ner på förlagets inrådan. Förlaget motiverade detta med att bokens omfång skulle passa in i ungdomsboksserien Gleerups ungdomsböcker, men Warnqvist anser att en trolig orsak också är att boken riktades till en yngre målgrupp än originaltexten. Cornelia Rémi har visat att flera längre textpartier saknas i den svenska översättningen av Anne of Green Gables, att språkliga och innehållsliga justeringar har gjorts för att anpassa romanen till en yngre läsekrets och att ändringar har gjorts för att förankra verket i en svensk kontext.
I en omfattande undersökning av de svenska översättningarna av Emily-böckerna gjorda av Stina Hergin på 1950-talet (med undantag för den sista boken Emily’s Quest som översattes först 1985) har Laura Leden kommit till liknande slutsatser. Det är uppenbart att böckerna om Emily har genomgått omfattande bearbetning i de svenska översättningarna, eftersom de ursprungliga tre böckerna har delats upp på fyra böcker. Dessutom är andelen utelämnad text allt från 18 % till 3 % per bok. Enligt undersökningen är de vanligaste orsakerna till utelämningar purifikation (strykning av icke-önskvärda element) och avsaknad av direkt bidrag till handlingen (t.ex. naturbeskrivningar som utelämnats p.g.a. att de inte ansågs passa i handlingsdriven barnlitteratur). Undersökningen har vidare visat att de omfattande utelämningarna i översättningarna har konsekvenser för karakteriseringen i böckerna. I och med de purifierande utelämningarna har karakteriseringen av vissa vuxenkaraktärer blivit snällare, då handlingar och repliker som är opassande eller har koppling till sexualitet har utelämnats. Karakteriseringen av huvudpersonen Emily påverkas av utelämningen av naturbeskrivningar, eftersom dessa utelämningar leder till att Emilys förhållande till naturen, som är mycket centralt i böckerna, inte blir lika starkt och fysiskt och kopplat till kreativitet som i originaltexten.
Montgomery har alltså uppmärksammats av forskare även i Sverige. År 2009 ordnade Montgomery-forskarna Åsa Warnqvist och Gabriella Åhmansson konferensen L.M. Montgomery – Writer of the World vid Uppsala universitet.

## Filmatiseringar
- 1919 – Anne of Green Gables, amerikansk stumfilm. Filmen räknas som förlorad.
- 1934 – Anne på Grönkulla, amerikansk film.
- 1940 – Anne of Windy Poplars, amerikansk film.
- 1952 – Anne of Green Gables, en BBC-producerad tv-serie.
- 1956 – Anne på Grönkulla, kanadensisk TV-film.
- 1972 – Anne på Grönkulla, brittisk miniserie i fem delar.
- 1975 – Anne of Avonlea, brittisk miniserie i fyra delar.
- 1979 – Akage no Anne (japanska: 赤毛のアン, Akage no An, 'Rödhåriga Anne'?), japansk animerad TV-serie i 50 delar.
- 1985 – Anne på Grönkulla, kanadensisk TV-film (miniserie på 8 timmar). Belönad med Emmy Awards.
- 1987 – Anne på Grönkulla 2, kanadensisk TV-film.
- 1990–1996 – Vägen till Avonlea, kanadensisk TV-serie.
- 2000 – Anne på Grönkulla 3, Den fortsatta berättelsen, kanadensisk TV-film.
- 2017 – Anne with an E, kanadensisk TV-serie.